# Elimaea signata
Elimaea signata är en insektsart som beskrevs av Brunner von Wattenwyl 1878. Elimaea signata ingår i släktet Elimaea och familjen vårtbitare. Inga underarter finns listade i Catalogue of Life.